# Wilfried Kopenhagen
Wilfried Kopenhagen (* 20. Dezember 1935; † 5. Januar 2000 in Berlin) war ein deutscher Offizier, Journalist und Sachbuchautor.

## Leben
Kopenhagen trat am 12. August 1955 in die Kasernierte Volkspolizei ein und besuchte von 1955 bis 1958 die OHS der LSK/LV in Kamenz. Nach der folgenden Ausbildung zum Steuermann Leitoffizier an der Fliegerschule in Bautzen, der Vorläufereinrichtung der späteren OHS für Militärflieger, wurde er im Stab des Jagdfliegergeschwader 8 der NVA eingesetzt. Anschließend folgte eine Verwendung in der Unterabteilung Militärwissenschaft des Kommandos LSK/LV. Ab 1973 als Redakteur für Wissenschaft und Technik der Wochenzeitung Volksarmee tätig, schied er 1986 mit dem Dienstgrad eines Oberstleutnants aus dem aktiven Wehrdienst aus, blieb aber weiterhin Redakteur der Zeitung. Kopenhagen publizierte daneben in verschiedenen Zeitschriften, so zum Beispiel der Armeerundschau und Fliegerrevue, zu militärtechnischen Themen. 
In den 1960er Jahren war er Autor der Illustrierten Reihe für den Typensammler, in der verschiedene Flugzeug- und Hubschraubertypen vorgestellt wurden. Er war als Herausgeber für das 1977 im Verlag transpress erschienene Große Flugzeugtypenbuch verantwortlich, das auch im gleichen Jahr als Lizenzausgabe im Motorbuch-Verlag Stuttgart erschien. Bereits 1976 war unter dem Titel Encyclopédie des avions eine französischsprachige Ausgabe von den Éditions de la Courtille verlegt worden. Nach der politischen Wende der DDR widmete sich Kopenhagen vor allem Themen im Bereich Technik und Ausrüstung der Nationalen Volksarmee, aber auch der Entwicklung der sowjetischen Militärtechnik.
Ab dem 3. Oktober 1990 war er ziviler Mitarbeiter der Pressestelle des Kommando LSK/LV, Vorbereitungsstab 5. Luftwaffendivision in Strausberg. Ab April 1991 Kdo 5. Luftwaffendivision (Kdo 5. LwDiv). 
Kopenhagen starb im Alter von 64 Jahren.

## Einzelwerke (Auswahl)
- Sowjetische Jagdflugzeuge. Transpress-Verlag für Verkehrswesen, Berlin 1985.
- Illustrierte Enzyklopädie der Schützenwaffen aus aller Welt. Brandenburgisches Verlagshaus, Berlin 1988: Band 1 und 2, Schützenwaffen heute [1945–1985], mit Günter Wollert, Reiner Lidschun, Wilfried Kopenhagen ISBN 3-327-00513-3 und ISBN 3-327-00514-1.
- Sowjetische Bombenflugzeuge. Transpress-Verlag für Verkehrswesen, Berlin, 1989, ISBN 3-344-00391-7.
- Lexikon der Luftfahrt. Transpress-Verlag für Verkehrswesen, Berlin 1991, ISBN 3-344-70711-6.
- Flugzeuge und Hubschrauber der NVA 1956 bis 1970. Edition F. Int. Wirtschaft, 1991, ISBN 3-327-00547-8.
- Flugzeuge und Hubschrauber der NVA von 1971 bis zur Gegenwart. Edition F. Int. Wirtschaft, 1991, ISBN 3-327-00768-3.
- Die V-1 und ihre sowjetischen Kinder. Podzun-Pallas, Wölfersheim-Berstadt 1999, ISBN 3-7909-0662-X.
- Die Luftstreitkräfte der NVA. Motorbuch-Verlag, Stuttgart 2002, ISBN 3-613-02235-4.
- Die Landstreitkräfte der NVA. Motorbuch-Verlag, Stuttgart 2003, ISBN 3-613-02297-4.
- Das grosse Flugzeugtypenbuch. Verkehrs-, Transport-, Militär-, Sport- und Reiseflugzeuge sowie Hubschrauber. Motorbuch-Verlag, Stuttgart 2005, ISBN 3-613-02522-1.
- Die NVA. Land-, Luft- und Seestreitkräfte. Motorbuch, Stuttgart 2006, ISBN 3-613-02624-4.
- Die Mot-Schützen der NVA von 1956 bis 1990. Enforcer Pülz, Ubstadt-Weiher 2006, ISBN 3-939700-03-7.
- Lexikon Sowjetluftfahrt. Elbe-Dnjepr-Verlag, Klitzschen 2007, ISBN 978-3-933395-90-0.
- DDR-Lexikon Luftfahrt. Elbe-Dnjepr-Verlag, Klitzschen 2007, ISBN 978-3-933395-91-7.